# Верхня Штирія

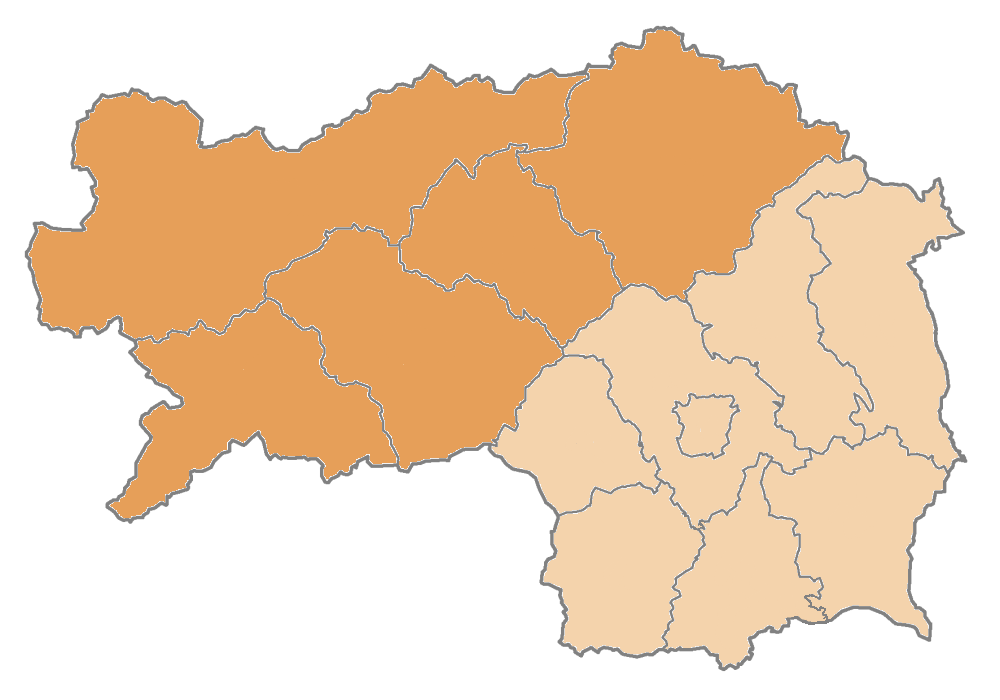
Obersteiermark на мапі землі Штирія

В Австрії термін Верхня Штирія (Obersteiermark) використовується виключно для позначення північно-західної частини федеральної землі Штирія, південно-західна половина землі навколо столиці Грац, відома як Mittelsteiermark (Центральна Штирія), яка має поділ на Східну і Західну Штирію (на схід і на захід від Граца).
Obersteiermark складається з округів Мурау, Ліцен, Мурталь (до 1 січня 2013 року округи  Юденбург та Кніттельфельд), Леобен, Брук-Мюрццушлаг (до 1 січня 2015 року округи Брук-ан-дер-Мур та Мюрццушлаг). 

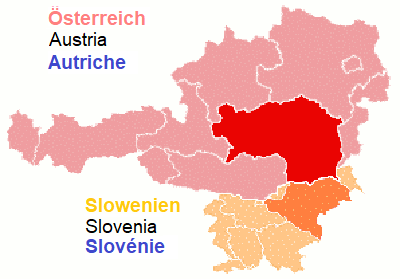
Герцогство Штирія в сучасній Австрії та Словенії

У Словенії термін Верхня Штирія (словен. Zgornja Štajerska) використовувається   для позначення всієї австрійської землі Штирія, на відміну від словенського регіону, Нижня Штирія (словен. Spodnja Štajerska або Slovenska Štajerska), південної третини колишнього Штирійського герцогства, що після Першої Світової війни було передане Королівству Югославія в 1919, згідно з Сен-Жерменським договором і сьогодні є частиною Словенії.